# Diogo Pacheco de Amorim
Diogo Velez Mouta Pacheco de Amorim (nasceu a 10 de março de 1949) é um político português. Atualmente, assume as funções de Vice-Presidente da Assembleia da República, deputado à Assembleia da República, adjunto da direção nacional e coordenador do Departamento das Comunidades Portuguesas do CHEGA.
Licenciou-se em filosofia, na Universidade de Coimbra, onde foi colega e partilhou a política com o advogado José Miguel Júdice. Assume-se como "conservador liberal". Pacheco de Amorim é católico, bem como a sua família. É neto de Diogo Pacheco de Amorim, que foi Professor Catedrático na Universidade de Coimbra, deputado na primeira e na segunda República, político católico e monárquico íntimo de António de Oliveira Salazar; sobrinho de José Bayolo Pacheco de Amorim, por longos anos Presidente da Causa Monárquica e de Fernando Pacheco de Amorim, que foi Secretário-Geral do Partido do Progresso logo após o 25 de Abril. Diogo Pacheco de Amorim foi deputado à Assembleia da República em substituição de André Ventura, e é considerado um dos ideólogos do partido CHEGA, de cuja direção nacional é adjunto. Nas eleições legislativas de 2022 foi eleito deputado à Assembleia da República, pelo distrito do Porto, tendo repetido a eleição pelo mesmo círculo eleitoral em 2024.

## Carreira política

### Inicio na política
Pacheco de Amorim foi dirigente do Movimento Democrático de Libertação de Portugal (MDLP), uma organização terrorista de extrema direita responsável por ataques bombistas durante o "verão quente" de 1975, assim como a morte de Padre Max e a sua aluna Maria de Lurdes Ribeiro Correia. Foi também ex-assessor do antigo presidente do CDS-PP e vice-primeiro-ministro, Diogo Freitas do Amaral, e antigo chefe de gabinete de Manuel Monteiro.
Fez parte de movimentos estudantis integracionistas da sua época, que contestavam a descolonização e defendiam Portugal e as províncias ultramarinas como um todo. Exilou-se para Madrid para fugir do COPCON. Passou ainda por partidos como o Movimento para a Independência e Reconstrução Nacional (MIRN), do polémico general Kaúlza de Arriaga, e mais tarde pelo CDS-PP e Partido da Nova Democracia (PND), partido de que foi ideólogo, juntamente com Manuel Monteiro.
Em 1995, co-autora o manifesto político ESTADO DE COMA. Correspondência aberta, com Manuel Abranches de Soveral, João Afonso Machado e Rui Marrana, publicado pela Edições RAP (Real Associação do Porto, associação monárquica).

### Partido CHEGA

#### Posições políticas
Diogo Pacheco de Amorim reserva um papel secundário para o Estado, reduzindo-o às funções de Defesa, Justiça e Política Externa. No resto, vê-o como regulador e árbitro, quase sem mão na Economia. É a favor de uma redução fiscal drástica, do princípio do cidadão “utilizador-pagador” e do desmantelamento do aparelho burocrático da administração pública e pela eliminação de incentivos, subsídios, apoios e benefícios que, na sua perspetiva, só devem ser garantidos a pessoas em situação de absoluta incapacidade de subsistência.
De acordo com o programa do Chega, de que foi o principal autor e no qual reproduziu partes da declaração de princípios do Partido da Nova Democracia (PND), liderado por Manuel Monteiro, do qual foi também dirigente, Diogo apoia a “despolitização” do ensino e atribuiu às famílias o primado da transmissão de valores sociais às crianças. Segundo ele, a escola deve preocupar-se em consolidar os “valores culturais e civilizacionais judaico-cristãos» e cívicos, entre eles “a disciplina e o respeito pelos mais velhos, pelos professores, pela autoridade”. Para Diogo, a família natural é “heterossexual” e o Estado deve desincentivar casamentos e adoções por casais do mesmo sexo.
No dia 24 de fevereiro de 2021 foi anunciado que seria cabeça de lista à presidência da câmara municipal de Cascais, nas eleições de 2021. Porém, no dia 20 de março foi substituído por João Rodrigues dos Santos na candidatura à presidência da câmara e assumiu a candidatura à Assembleia Municipal de Cascais.

#### Relações externas
O vice-presidente do CHEGA concorda dos ideias da Frente Nacional de  Jean-Marie Le Pen, embora não concorde com Fidesz, o partido do Primeiro-ministro da Hungria, Viktor Orbán, é um admirador deste líder político. Pacheco de Amorim defende a saída de Portugal da Organização das Nações Unidas, pois segundo este é "uma agência de divulgação do marxismo cultural e do globalismo massificador". É expressamente contra a concessão da cidadania portuguesa, no qual critica a imigração ilegal, mas defende a imigração legal, em vista dos imigrantes trabalharem.

#### Atividade interna no partido
Diogo Pacheco de Amorim iria originalmente substituir André Ventura no parlamento durante a campanha presidencial, mas a proposta foi chumbada.
No XI Conselho Nacional do partido, atacou a oposição interna "“Afinal, parece que os castelhanos não vieram. Não apareceram, esfumaram-se!" e "quem não tem coragem das suas opiniões e posições não tem lugar na política decente, nem num partido decente”.

## Deputado na Assembleia da República

### XIV Legislatura da República Portuguesa
Entre 9 de setembro e 8 de outubro de 2021, assume o mandato de deputado à Assembleia da República em substituição de André Ventura, presidente do CHEGA, que pediu a suspensão de mandato para acompanhar o processo das eleições autárquicas de 2021. Numa das suas primeiras intervenções como deputado, prestou homenagem ao ex-presidente Jorge Sampaio "Como tal e assim sendo, curvo-me perante a sua memória", deixando também uma palavra de solidariedade à família e ao partido Socialista.

### XV Legislatura da República Portuguesa
Nas eleições legislativas de 2022 foi eleito deputado na Assembleia da República, pelo distrito do Porto. No dia 3 de fevereiro de 2022, em conferência de imprensa André Ventura apresentou o seu nome para a candidatura do CH, na qualidade de 3.ª força política mais representada, a Vice-Presidente da Assembleia da República, não tendo logrado ser eleito para o referido cargo e tendo obtido 35 votos a favor (aquém dos 116 votos necessários correspondentes a maioria absoluta), 183 votos brancos e seis votos nulos. O CH apresentou nova candidatura ao cargo de vice-presidente da Assembleia da República, com Gabriel Mithá Ribeiro, que também não obteve aprovação.
Pacheco de Amorim, lamentou a "falta de destaque dada neste orçamento a uma indispensável reestruturação e profundo reforço das Forças Armadas e atirou: "pelos vistos, não aprendemos nada com o que se está a passar na Ucrânia".
Na Comissão Parlamentar de Negócios Estrangeiros e Comunidades Portuguesas, propôs a "condenação" do PCP pela sua posição sobre a guerra da Rússia na Ucrânia. Argumentou que a postura do PCP é “no mínimo ambígua e no máximo claramente reprovável”.

#### Comissões Parlamentares
- Comissão de Negócios Estrangeiros e Comunidades Portuguesas [Vice-Presidente da Comissão];
- Comissão de Agricultura e Pescas [suplente];
- Comissão de Administração Pública, Ordenamento do Território e Poder Local [suplente].

### XVI Legislatura da República Portuguesa
A 10 de março de 2024, foi novamente eleito deputado à Assembleia da República pelo CHEGA, pelo círculo eleitoral de Porto. No dia da sua tomada de posse como deputado, André Ventura indicou que seria a escolha da bancada do CHEGA para Vice-Presidente da Assembleia da República. No dia 27 de março, foi eleito Vice-Presidente da Assembleia da República com 129 votos. Dessa forma, é o primeiro vice-presidente da Assembleia, indicado pelo CHEGA, tendo em conta que, na legislatura anterior, os quatro nomes foram rejeitados: o seu nome, Gabriel Mithá Ribeiro, Rui Paulo Sousa e Jorge Galveias.

## Resultados eleitorais

### Eleições legislativas
| Data | Partido | Distrito | Posição     | CI. | Votos   | %              | +/-   | Deputados | +/- | Status     | Notas                                                                 |
| ---- | ------- | -------- | ----------- | --- | ------- | -------------- | ----- | --------- | --- | ---------- | --------------------------------------------------------------------- |
| 2019 | CHEGA   | Lisboa   | 2.º (em 48) | 9.º | 22 053  | 2,00 / 100,00  | Novo  | 1 / 48    | 1   | Não eleito | Foi deputado quando André Ventura suspendeu o seu mandato por um mês. |
| 2022 | CHEGA   | Porto    | 2.º (em 40) | 5.º | 42 998  | 4,37 / 100,00  | 3,76  | 2 / 40    | 2   | Eleito     |                                                                       |
| 2024 | CHEGA   | Porto    | 2.º (em 40) | 3.º | 170 910 | 15,33 / 100,00 | 10,96 | 7 / 40    | 5   | Eleito     | Vice-Presidente da Assembleia da República                            |